# 锡格河
50°46′7″N 7°4′32″E / 50.76861°N 7.07556°E

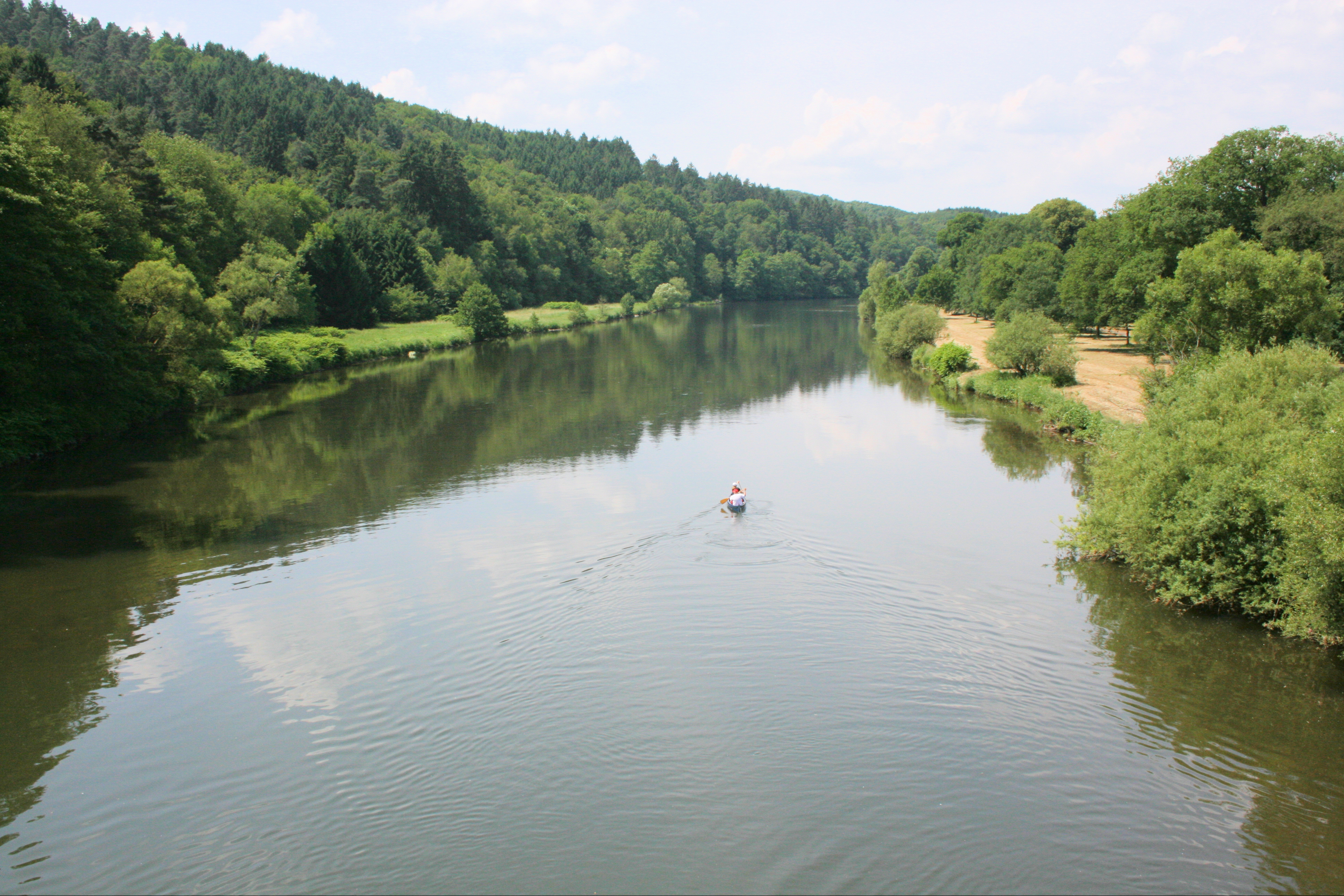

锡格河（德語：Sieg，德語發音：[ziːk] ⓘ）是德國的河流，流經北萊茵-威斯特法倫和萊茵蘭-普法爾茨州，屬於萊茵河的右支流，河道全長153公里，流域面積2,832平方公里，平均流量每秒52立方米。